# The Path of Misery
The Path of Misery (укр. Дорога страждань) — художня виставка Меріліна Менсона, лідера американського рок-гурту Marilyn Manson, що відбулась у Мехіко, Мексика. До експозиції увійшли недавні та нові на той час роботи виконавця. Хоча й було анонсовано, що виставка також пройде в інших країнах Латинської Америки (Аргентині й Чилі), цього так і не сталося. За словами Менсона, акварелі символізують нещастя, які трапляються в нашому житті.

## Експозиція
У чотирьох кімнатах музею було представлено 30 картин. У відеосалоні на семи вкрай малих екранах демонструвався трейлер «Born Villain», у котрому можна почути пісню «Overneath the Path of Misery», а на плазмовому — світлини.